# Musée régional d'histoire et d'ethnographie de Martinique
Le musée régional d'histoire et d'ethnographie de Martinique est situé sur la commune de Fort-de-France en Martinique.
Le musée édite la revue Cahiers du Patrimoine.

## Description

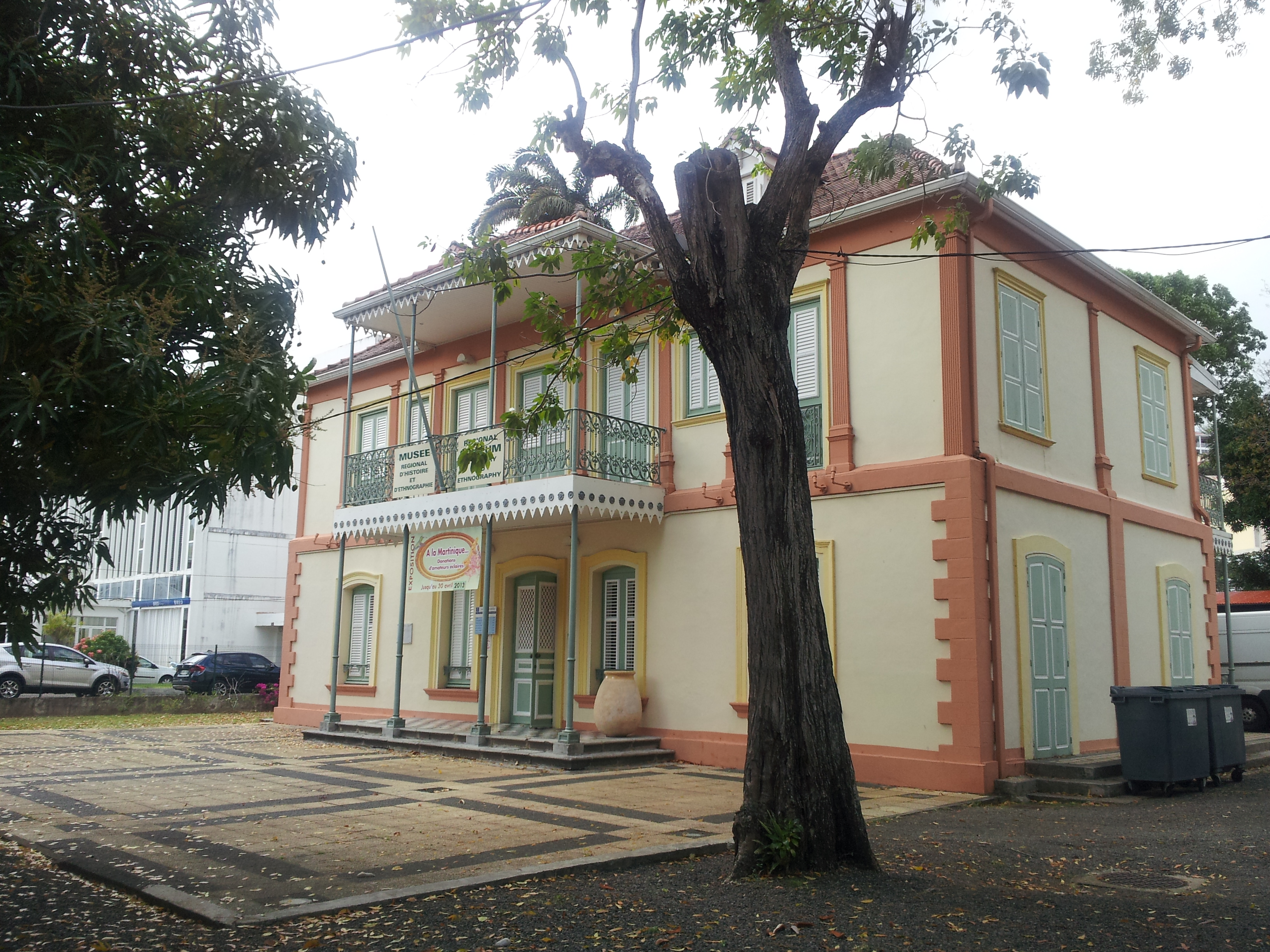
Musée d'histoire et d'ethnographie

### La villa
La villa cossue qui abrite ce musée date de 1887 et est l'une des villas les plus anciennes du centre-ville de Fort-de-France, située au milieu d’un jardin de 2 500 m2 planté de manguiers et d'acajous des Antilles. Elle se trouvait à l'origine à la limite extérieure de la ville et servait de résidence au directeur de l’artillerie. La maison était initialement composée au rez-de-chaussée d'un vestibule, d'une salle à manger, d'un salon, d'un cabinet de travail et d'une bibliothèque. L'escalier intérieur équipé d'une rambarde en fonte dessert l'étage qui comportait à l'origine un couloir, trois chambres à coucher et un cabinet de toilette. Les trois marches du perron permettent de protéger le bâtiment de l'humidité ambiante créée par le passage d'un ancien canal sous le sol entre la maison et la rue. La villa est passée ensuite dans le domaine public en devenant le siège de la chambre d’agriculture, puis elle fut la possession de la société d’économie mixte de la ville. En 1993, la municipalité l’a vendu au conseil régional.

### Le musée
L’assemblée plénière du Conseil régional de la Martinique, crée le 11 juin 1985, le Musée Régional d’histoire et d’ethnographie. Celui-ci a d’abord eu, à partir de 1986, une phase de préfiguration au travers du Bureau du Patrimoine qui s’est attelé à constituer les collections du musée et à sensibiliser les Martiniquais au patrimoine historique et ethnographique par le biais d’expositions. Après d’importants travaux de restauration et d’aménagement intérieur de la villa, le musée d’histoire et d’ethnographie a été inauguré en juin 1999.

### Les collections
Au rez-de-chaussée :
- Une salle d’exposition temporaire. Les expositions temporaires durent généralement 2 à 3 mois.

A l'étage :
- Exposition permanente présentant un salon, une salle à manger, une chambre à coucher et une salle de bains qui recréent un intérieur bourgeois de la fin du XIXe siècle avec des meubles et des objets usuels caractéristiques de cette époque. Des documents anciens protégés dans des vitrines retracent quelques grands épisodes historiques de l’île du XVIIe au XIXe siècle. Les couloirs d’accès aux différentes pièces accueillent les galeries de bijoux créoles et des costumes traditionnels, ainsi qu’une très belle collection de livres anciens.

## Horaires
- Lundi, mercredi, jeudi et vendredi de 8h30 à 17h00.
- Mardi de 14h00 à 17h00.
- Samedi de 8h30 à 12h00.

Les visites sont gratuites le dernier samedi du mois.